# Gran Premio motociclistico d'Argentina 2016
Il Gran Premio motociclistico d'Argentina 2016 è stato la seconda prova del motomondiale del 2016.
La tredicesima edizione nella storia di questo GP vede vincere: Marc Márquez in MotoGP, Johann Zarco in Moto2 e Khairul Idham Pawi in Moto3.

## MotoGP

### Arrivati al traguardo
| Pos. | Nº | Pilota           | Squadra                       | Motocicletta       | Giri | Tempo     | Griglia | Punti |
| ---- | -- | ---------------- | ----------------------------- | ------------------ | ---- | --------- | ------- | ----- |
| 1º   | 93 | Marc Márquez     | Repsol Honda                  | Honda RC213V       | 20   | 34'13.628 | 1º      | 25    |
| 2º   | 46 | Valentino Rossi  | Movistar Yamaha               | Yamaha YZR-M1      | 20   | +7.679    | 2º      | 20    |
| 3º   | 26 | Dani Pedrosa     | Repsol Honda                  | Honda RC213V       | 20   | +28.100   | 4º      | 16    |
| 4º   | 50 | Eugene Laverty   | Aspar Team                    | Ducati Desmosedici | 20   | +36.542   | 17º     | 13    |
| 5º   | 8  | Héctor Barberá   | Avintia Racing                | Ducati Desmosedici | 20   | +36.711   | 8º      | 11    |
| 6º   | 44 | Pol Espargaró    | Monster Yamaha Tech 3         | Yamaha YZR-M1      | 20   | +37.245   | 10º     | 10    |
| 7º   | 6  | Stefan Bradl     | Aprilia Racing Team Gresini   | Aprilia RS-GP      | 20   | +41.353   | 16º     | 9     |
| 8º   | 38 | Bradley Smith    | Monster Yamaha Tech 3         | Yamaha YZR-M1      | 20   | +50.709   | 12º     | 8     |
| 9º   | 53 | Esteve Rabat     | Estrella Galicia 0,0 Marc VDS | Honda RC213V       | 20   | +50.983   | 19º     | 7     |
| 10º  | 19 | Álvaro Bautista  | Aprilia Racing Team Gresini   | Aprilia RS-GP      | 20   | +1'01.388 | 20º     | 6     |
| 11º  | 41 | Aleix Espargaró  | Suzuki Ecstar                 | Suzuki GSX-RR      | 20   | +1'08.868 | 11º     | 5     |
| 12º  | 51 | Michele Pirro    | Octo Pramac Yakhnich          | Ducati Desmosedici | 20   | +1'18.987 | 18º     | 4     |
| 13º  | 4  | Andrea Dovizioso | Ducati Team                   | Ducati Desmosedici | 20   | +1'33.419 | 5º      | 3     |

### Ritirati
| Nº | Pilota           | Squadra                       | Motocicletta       | Giri | Griglia |
| -- | ---------------- | ----------------------------- | ------------------ | ---- | ------- |
| 29 | Andrea Iannone   | Ducati Team                   | Ducati Desmosedici | 19   | 6º      |
| 35 | Cal Crutchlow    | LCR Honda                     | Honda RC213V       | 19   | 9º      |
| 25 | Maverick Viñales | Suzuki Ecstar                 | Suzuki GSX-RR      | 17   | 7º      |
| 45 | Scott Redding    | Octo Pramac Yakhnich          | Ducati Desmosedici | 15   | 14º     |
| 76 | Loris Baz        | Avintia Racing                | Ducati Desmosedici | 12   | 13º     |
| 99 | Jorge Lorenzo    | Movistar Yamaha               | Yamaha YZR-M1      | 5    | 3º      |
| 43 | Jack Miller      | Estrella Galicia 0,0 Marc VDS | Honda RC213V       | 3    | 15º     |
| 68 | Yonny Hernández  | Aspar Team                    | Ducati Desmosedici | 2    | 21º     |

## Moto2

### Arrivati al traguardo
| Pos. | Nº | Pilota              | Squadra                    | Motocicletta       | Giri | Tempo     | Griglia | Punti |
| ---- | -- | ------------------- | -------------------------- | ------------------ | ---- | --------- | ------- | ----- |
| 1º   | 5  | Johann Zarco        | Ajo Motorsport             | Kalex Moto2        | 23   | 40'57.806 | 2º      | 25    |
| 2º   | 22 | Sam Lowes           | Federal Oil Gresini        | Kalex Moto2        | 23   | +1.347    | 1º      | 20    |
| 3º   | 94 | Jonas Folger        | Dynavolt Intact GP         | Kalex Moto2        | 23   | +2.754    | 3º      | 16    |
| 4º   | 40 | Álex Rins           | Paginas Amarillas HP 40    | Kalex Moto2        | 23   | +6.101    | 11º     | 13    |
| 5º   | 77 | Dominique Aegerter  | CarXpert Interwetten       | Kalex Moto2        | 23   | +17.384   | 19º     | 11    |
| 6º   | 55 | Hafizh Syahrin      | Petronas Raceline Malaysia | Kalex Moto2        | 23   | +17.484   | 12º     | 10    |
| 7º   | 12 | Thomas Lüthi        | Garage Plus Interwetten    | Kalex Moto2        | 23   | +26.411   | 6º      | 9     |
| 8º   | 49 | Axel Pons           | AGR Team                   | Kalex Moto2        | 23   | +31.016   | 10º     | 8     |
| 9º   | 30 | Takaaki Nakagami    | Idemitsu Honda Team Asia   | Kalex Moto2        | 23   | +31.403   | 4º      | 7     |
| 10º  | 54 | Mattia Pasini       | Italtrans Racing           | Kalex Moto2        | 23   | +31.816   | 20º     | 6     |
| 11º  | 23 | Marcel Schrötter    | AGR Team                   | Kalex Moto2        | 23   | +32.329   | 16º     | 5     |
| 12º  | 19 | Xavier Siméon       | QMMF Racing                | Speed Up SF16      | 23   | +40.968   | 17º     | 4     |
| 13º  | 7  | Lorenzo Baldassarri | Forward Team               | Kalex Moto2        | 23   | +47.883   | 9º      | 3     |
| 14º  | 97 | Xavi Vierge         | Tech 3 Racing              | Tech 3 Mistral 610 | 23   | +56.027   | 23º     | 2     |
| 15º  | 39 | Luis Salom          | SAG Team                   | Kalex Moto2        | 23   | +58.278   | 14º     | 1     |
| 16º  | 52 | Danny Kent          | Leopard Racing             | Kalex Moto2        | 23   | +58.437   | 8º      |       |
| 17º  | 14 | Ratthapark Wilairot | Idemitsu Honda Team Asia   | Kalex Moto2        | 23   | +58.615   | 21º     |       |
| 18º  | 10 | Luca Marini         | Forward Team               | Kalex Moto2        | 23   | +59.245   | 22º     |       |
| 19º  | 60 | Julián Simón        | QMMF Racing                | Speed Up SF16      | 23   | +59.535   | 24º     |       |
| 20º  | 24 | Simone Corsi        | Speed Up Racing            | Speed Up SF16      | 23   | +59.878   | 13º     |       |
| 21º  | 44 | Miguel Oliveira     | Leopard Racing             | Kalex Moto2        | 23   | +1'00.406 | 18º     |       |
| 22º  | 70 | Robin Mulhauser     | CarXpert Interwetten       | Kalex Moto2        | 23   | +1'09.254 | 26º     |       |
| 23º  | 2  | Jesko Raffin        | Sports-Millions-EMWE-SAG   | Kalex Moto2        | 23   | +1'14.825 | 25º     |       |
| 24º  | 32 | Isaac Viñales       | Tech 3 Racing              | Tech 3 Mistral 610 | 23   | +1'16.792 | 27º     |       |
| 25º  | 21 | Franco Morbidelli   | EG 0,0 Marc VDS            | Kalex Moto2        | 23   | +1'41.530 | 5º      |       |
| 26º  | 8  | Efrén Vázquez       | JPMoto Malaysia            | Suter MMX2         | 22   | +1 giro   | 28º     |       |
| 27º  | 33 | Alessandro Tonucci  | Tasca Racing               | Kalex Moto2        | 22   | +1 giro   | 29º     |       |

### Ritirati
| Nº | Pilota         | Squadra            | Motocicletta | Giri | Griglia |
| -- | -------------- | ------------------ | ------------ | ---- | ------- |
| 11 | Sandro Cortese | Dynavolt Intact GP | Kalex Moto2  | 12   | 7º      |
| 73 | Álex Márquez   | EG 0,0 Marc VDS    | Kalex Moto2  | 1    | 15º     |

### Non partito
| Nº | Pilota     | Squadra                 | Motocicletta |
| -- | ---------- | ----------------------- | ------------ |
| 57 | Edgar Pons | Paginas Amarillas HP 40 | Kalex Moto2  |

## Moto3

### Arrivati al traguardo
| Pos. | Nº | Pilota                | Squadra                  | Motocicletta   | Giri | Tempo     | Griglia | Punti |
| ---- | -- | --------------------- | ------------------------ | -------------- | ---- | --------- | ------- | ----- |
| 1º   | 89 | Khairul Idham Pawi    | Honda Team Asia          | Honda NSF250R  | 21   | 41'35.452 | 7º      | 25    |
| 2º   | 9  | Jorge Navarro         | Estrella Galicia 0,0     | Honda NSF250R  | 21   | +26.170   | 3º      | 20    |
| 3º   | 41 | Brad Binder           | Red Bull KTM Ajo         | KTM RC 250 GP  | 21   | +30.060   | 1º      | 16    |
| 4º   | 55 | Andrea Locatelli      | Leopard Racing           | KTM RC 250 GP  | 21   | +30.339   | 20º     | 13    |
| 5º   | 36 | Joan Mir              | Leopard Racing           | KTM RC 250 GP  | 21   | +30.506   | 5º      | 11    |
| 6º   | 76 | Hiroki Ono            | Honda Team Asia          | Honda NSF250R  | 21   | +30.736   | 11º     | 10    |
| 7º   | 17 | John McPhee           | Peugeot MC Saxoprint     | Peugeot MGP3O  | 21   | +32.493   | 28º     | 9     |
| 8º   | 88 | Jorge Martín          | Aspar Mahindra           | Mahindra MGP3O | 21   | +40.596   | 19º     | 8     |
| 9º   | 84 | Jakub Kornfeil        | Drive M7 SIC Racing      | Honda NSF250R  | 21   | +45.667   | 14º     | 7     |
| 10º  | 23 | Niccolò Antonelli     | Ongetta-Rivacold         | Honda NSF250R  | 21   | +45.893   | 8º      | 6     |
| 11º  | 7  | Adam Norrodin         | Drive M7 SIC Racing      | Honda NSF250R  | 21   | +46.173   | 17º     | 5     |
| 12º  | 58 | Juanfran Guevara      | RBA Racing               | KTM RC 250 GP  | 21   | +51.434   | 12º     | 4     |
| 13º  | 20 | Fabio Quartararo      | Leopard Racing           | KTM RC 250 GP  | 21   | +57.893   | 9º      | 3     |
| 14ª  | 6  | María Herrera         | MH6 Laglisse             | KTM RC 250 GP  | 21   | +1'05.983 | 25ª     | 2     |
| 15º  | 65 | Philipp Öttl          | Schedl GP Racing         | KTM RC 250 GP  | 21   | +1'08.426 | 16º     | 1     |
| 16º  | 11 | Livio Loi             | RW Racing GP BV          | Honda NSF250R  | 21   | +1'10.165 | 10º     |       |
| 17º  | 33 | Enea Bastianini       | Gresini Racing           | Honda NSF250R  | 21   | +1'11.664 | 6º      |       |
| 18º  | 8  | Nicolò Bulega         | SKY Racing Team VR46     | KTM RC 250 GP  | 21   | +1'11.791 | 4º      |       |
| 19º  | 19 | Gabriel Rodrigo       | RBA Racing               | KTM RC 250 GP  | 21   | +1'12.151 | 18º     |       |
| 20º  | 5  | Romano Fenati         | SKY Racing Team VR46     | KTM RC 250 GP  | 21   | +1'12.270 | 2º      |       |
| 21º  | 10 | Alexis Masbou         | Peugeot MC Saxoprint     | Peugeot MGP3O  | 21   | +1'12.382 | 22º     |       |
| 22º  | 64 | Bo Bendsneyder        | Red Bull KTM Ajo         | KTM RC 250 GP  | 21   | +1'12.522 | 26º     |       |
| 23º  | 21 | Francesco Bagnaia     | Aspar Mahindra           | Mahindra MGP3O | 21   | +1'18.884 | 24º     |       |
| 24º  | 98 | Karel Hanika          | Platinum Bay Real Estate | Mahindra MGP3O | 21   | +1'25.115 | 32º     |       |
| 25º  | 4  | Fabio Di Giannantonio | Gresini Racing           | Honda NSF250R  | 21   | +1'31.975 | 23º     |       |
| 26º  | 95 | Jules Danilo          | Ongetta-Rivacold         | Honda NSF250R  | 21   | +1'38.400 | 21º     |       |
| 27º  | 24 | Tatsuki Suzuki        | CIP-Unicom Starker       | Mahindra MGP3O | 21   | +1'38.784 | 27º     |       |
| 28º  | 43 | Stefano Valtulini     | 3570 Team Italia         | Mahindra MGP3O | 21   | +1'39.051 | 33º     |       |
| 29º  | 16 | Andrea Migno          | SKY Racing Team VR46     | KTM RC 250 GP  | 21   | +1'44.035 | 15º     |       |
| 30º  | 40 | Darryn Binder         | Platinum Bay Real Estate | Mahindra MGP3O | 20   | +1 giro   | 29º     |       |
| 31º  | 77 | Lorenzo Petrarca      | 3570 Team Italia         | Mahindra MGP3O | 20   | +1 giro   | 30º     |       |
| 32º  | 3  | Fabio Spiranelli      | CIP-Unicom Starker       | Mahindra MGP3O | 20   | +1 giro   | 31º     |       |

### Ritirato
| Nº | Pilota     | Squadra              | Motocicletta  | Giri | Griglia |
| -- | ---------- | -------------------- | ------------- | ---- | ------- |
| 44 | Arón Canet | Estrella Galicia 0,0 | Honda NSF250R | 18   | 13º     |